# Chiaki Minamiyama
Chiaki Minamiyama (南山 千明, Minamiyama Chiaki, Ichikawa, 16 oktober 1985) is een Japans voetbalster die als middenvelder speelt bij Orca Kamogawa FC.

## Carrière

### Clubcarrière
Minamiyama begon haar carrière in 2003 bij Nippon TV Beleza. Met deze club werd zij in 2005, 2006, 2007, 2008 en 2010 kampioen van Japan. Ze tekende in 2011 bij INAC Kobe Leonessa. Met deze club werd zij in 2011, 2012 en 2013 kampioen van Japan. Ze tekende in 2017 bij Hwacheon KSPO. Ze tekende in 2019 bij Orca Kamogawa FC.

### Interlandcarrière
Minamiyama maakte op 8 mei 2010 haar debuut in het Japans vrouwenvoetbalelftal tijdens een wedstrijd tegen Mexico. Zij behaalde met het Japans elftal de derde plaats op het Aziatisch kampioenschap 2010. Ze heeft vier interlands voor het Japanse elftal gespeeld en scoorde daarin twee keer.

## Statistieken
| Japans vrouwenvoetbalelftal | Japans vrouwenvoetbalelftal | Japans vrouwenvoetbalelftal |
| Jaar                        | Wed.                        | Dlp.                        |
| --------------------------- | --------------------------- | --------------------------- |
| 2010                        | 4                           | 2                           |
| Totaal                      | 4                           | 2                           |